# 广东省高水平大学
广东省高水平大学，是中共广东省委、广东省人民政府于2015年4月启动的一项推动省内高等教育发展的系列工程，目标是力争用5-10年时间，在广东省内建成若干所具有较高水平和影响力的大学，培育一批在全国乃至全世界占有一席之地的特色重点学科。经严格择优遴选，广东省人民政府于2015年6月底公布分别入选广东省高水平大学重点建设的7所高校和18个重点学科建设项目。2015年9月，针对理工类高校启动“广东省高水平理工科大学”工程。2018年11月发布的广东高等教育“冲一流、补短板、强特色”提升计划中，增加了第二批高水平大学重点建设高校和学科。

## 遴选标准
“广东省高水平大学重点建设高校”原则上从广东省内具有博士学位授予权且有三届以上博士毕业生的高等学校中进行遴选。办学取得重大成效或具有良好发展势头的高校的“高水平理工科大学建设高校”和“高水平大学重点学科建设项目高校”经批准可以晋级，进入整体重点建设高校行列。

## 高水平大学重点建设高校
| 批次   | 公布日期   | 高校名单                                                                                         |
| ------ | ---------- | ------------------------------------------------------------------------------------------------ |
| 第一批 | 2015年6月  | - 中山大学 - 华南理工大学 - 暨南大学 - 华南师范大学 - 华南农业大学 - 南方医科大学 - 广东工业大学 |
| 第二批 | 2018年11月 | - 广州中医药大学 - 深圳大学 - 南方科技大学                                                       |
| 第三批 | 2021年8月  | - 广东外语外贸大学 - 广州大学 - 广州医科大学                                                     |

## 高水平大学重点学科建设高校

### 第一轮
| 高校             | 学科 |
| ---------------- | --- |
| 广州中医药大学   | 中医学、中西医结合、中药学                                                                               |
| 广东外语外贸大学 | 面向国际语言服务的外国语言文学创新体系建设、服务21世纪海上丝绸之路重大战略需求的经管学科融合创新体系建设 |
| 汕头大学         | 化学与材料学、感染性疾病研究与防治、绿色海洋产业技术学科群                                               |
| 广东海洋大学     | 基于南海现代渔业可持续发展的水产学科建设、面向南海海洋变化与灾害预警的海洋科学学科建设                   |
| 广州大学         | 土木与建筑学科群、数学与信息科学学科群、区域水环境安全与水生态保护学科群                                 |
| 广州医科大学     | 临床医学（呼吸病学）、基础医学（免疫学）                                                                 |
| 深圳大学         | 光电技术与材料学科群、智能信息处理学科群、特区经济与中国道路学科群                                       |

### 第二轮
| 高校                   | 学科                                                           |
| ---------------------- | -------------------------------------------------------------- |
| 广东外语外贸大学       | 外国语言文学、应用经济学、工商管理、法学                       |
| 汕头大学               | 临床医学、化学、海洋科学、数学                                 |
| 广东海洋大学           | 水产、海洋科学、食品科学与工程                                 |
| 广州大学               | 土木工程、数学、网络空间安全、统计学                           |
| 广州医科大学           | 临床医学、基础医学、药学                                       |
| 哈尔滨工业大学（深圳） | 材料科学与工程、计算机科学与技术、机械工程、环境科学与工程     |
| 香港中文大学（深圳）   | 计算机科学与技术、应用经济学、生物学、材料科学与工程           |
| 广东以色列理工学院     | 材料科学与工程、食品科学与工程、化学工程与技术、环境科学与工程 |

### 第三轮（2021—2025年）
- 汕头大学
- 广东医科大学
- 广东海洋大学
- 佛山大学
- 东莞理工学院
- 北京师范大学-香港浸会大学联合国际学院
- 香港中文大学（深圳）
- 深圳北理莫斯科大学
- 广东以色列理工学院
- 哈尔滨工业大学（深圳）
- 北京师范大学珠海校区
- 清华大学深圳国际研究生院
- 北京大学深圳研究生院

## 高水平理工科大学建设高校
列入首批建设的高水平理工科大学有5所高校，建设期为三年，包括已列入高水平大学建设的华南理工大学、广东工业大学（不参与省内考核评价），以及对科技创新有迫切需求且经济较为发达的深圳、佛山、东莞市所属的南方科技大学、佛山科学技术学院、东莞理工学院，后三所高校采取省市共建模式建设，由广东省教育厅与高校及所属地方政府签订协议，所需资金主要由所在市自行解决，省里提供必要的资金和政策支持。2017年11月，广东省教育厅与茂名、江门两市政府签署协议，增列广东石油化工学院、五邑大学为第二批高水平理工科大学建设高校。2020年4月，南方科技大学、佛山科学技术学院、东莞理工学院通过广东省教育厅组织的建设期满考核，“总体达成预期建设目标”。